# Pierre de Maismont
Pierre Jean Marie Fenaux de Maismont (Rennes, 4 février 1911 - Mort pour la France à Camberley le 18 octobre 1944) est un officier français, Compagnon de la Libération. Ralliant la Royal Air Force après l'armistice du 22 juin 1940, il combat également dans la légion étrangère. Il s'illustre lors des campagnes en Afrique du Nord avant de mourir en Angleterre à la suite d'un accident d'avion.

## Biographie

### Avant-guerre
Né le 4 février 1911 à Rennes en Ille-et-Vilaine, Pierre de Maismont choisit la carrière des armes et entre à l'École spéciale militaire de Saint-Cyr en 1931 dans la promotion "Tafilalet". À sa sortie d'école en 1933, il est affecté au 39e régiment d'infanterie à Dieppe avec le grade de sous-lieutenant. Promu lieutenant en 1935, il décide de passer dans l'aviation et suit un stage d'observateur aérien en 1937 et sert pendant un an dans un groupe aérien d'observation. Il retrouve l'infanterie pendant quelque temps en étant affecté pendant huit mois au 1er régiment étranger puis est à nouveau envoyé dans l'aviation au groupe aérien d'observation d'Oran. En septembre 1939, il est muté à Alep en Syrie au sein de l'escadrille no 593.

### Seconde Guerre mondiale
En mars 1940, Pierre de Maismont est affecté au groupe de reconnaissance no 583 dans les rangs duquel il apprend plus tard la nouvelle de l'armistice. Refusant la défaite, il quitte son unité le 29 juin et parvient à rejoindre la Palestine où il s'engage aussitôt dans la Royal Air Force. Affecté à Aden il fait partie du no 1 French Bomber Flight constitué d'autres aviateurs français ayant fui la France occupée . Participant aux opérations dans le ciel d'Abyssinie, il est en vol au-dessus d'Addis-Abeba à bord d'un appareil piloté par Roger Ritoux-Lachaud lorsqu'un pilote italien les abat le 8 septembre 1940. Seul survivant, il est fait prisonnier et condamné à mort par un tribunal militaire. Il est cependant gracié par Amédée de Savoie-Aoste, vice-roi d'Éthiopie et reste emprisonné pendant sept mois. Libéré le 24 avril 1941 à la suite de l'avancée des troupes anglaises, il est promu capitaine et retourne en Syrie où il rejoint les rangs du Groupe de bombardement Lorraine où dans un premier temps il forme les radio-mitrailleurs avant de prendre part à des missions de combat en Libye lors de la guerre du désert. Le 4 décembre, son Bristol Blenheim s'écrase au décollage. Survivant à nouveau à l'accident, Pierre de Maismont reste hospitalisé pendant plusieurs mois en Égypte. Remis sur pied et voulant absolument reprendre le combat malgré la mise en repos du groupe Lorraine, il obtient de réintégrer la Légion étrangère et est affecté à la 13e demi-brigade de Légion étrangère avec laquelle il participe en octobre 1942 à la seconde bataille d'El Alamein. À nouveau blessé, il est ensuite nommé commandant en second du Groupe de bombardement Bretagne dont il prend le commandement en juillet 1943 en remplacement du commandant de Saint-Péreuse grièvement blessé dans un accident. Déplacé en Angleterre en février 1944, il bénéficie d'une période de repos puis suit un stage de perfectionnement en Operational Training Unit avant de retrouver le groupe Lorraine avec lequel il effectue de nombreuses missions au-dessus de la France, de la Belgique et des Pays-Bas. Le 17 octobre 1944, à nouveau victime d'un accident aérien, il est hospitalisé au Cambridge Military Hospital de Camberley où il meurt de ses blessures le lendemain. Il est inhumé près de la propriété familiale à Chevrières dans l'Oise.

## Décorations
|  |  |  |  |  |  |
|  |  |  |  |  |  |

| Officier de la Légion d'Honneur                                               | Officier de la Légion d'Honneur | Compagnon de la Libération | Compagnon de la Libération | Croix de Guerre 1939-1945 | Croix de Guerre 1939-1945 |
| Médaille coloniale Avec agrafes "Abyssinie", "Libye" et "Fezzan-Tripolitaine" |                                 |                            |                            |                           |                           |

## Publications
- Livre de bord du commandant Pierre de Maismont : Officier aviateur 1911-1944, Senlis, Imprimeries Réunies, 1946, 320 p. (ISBN 2-904521-46-1).